# William Frederick Meggers

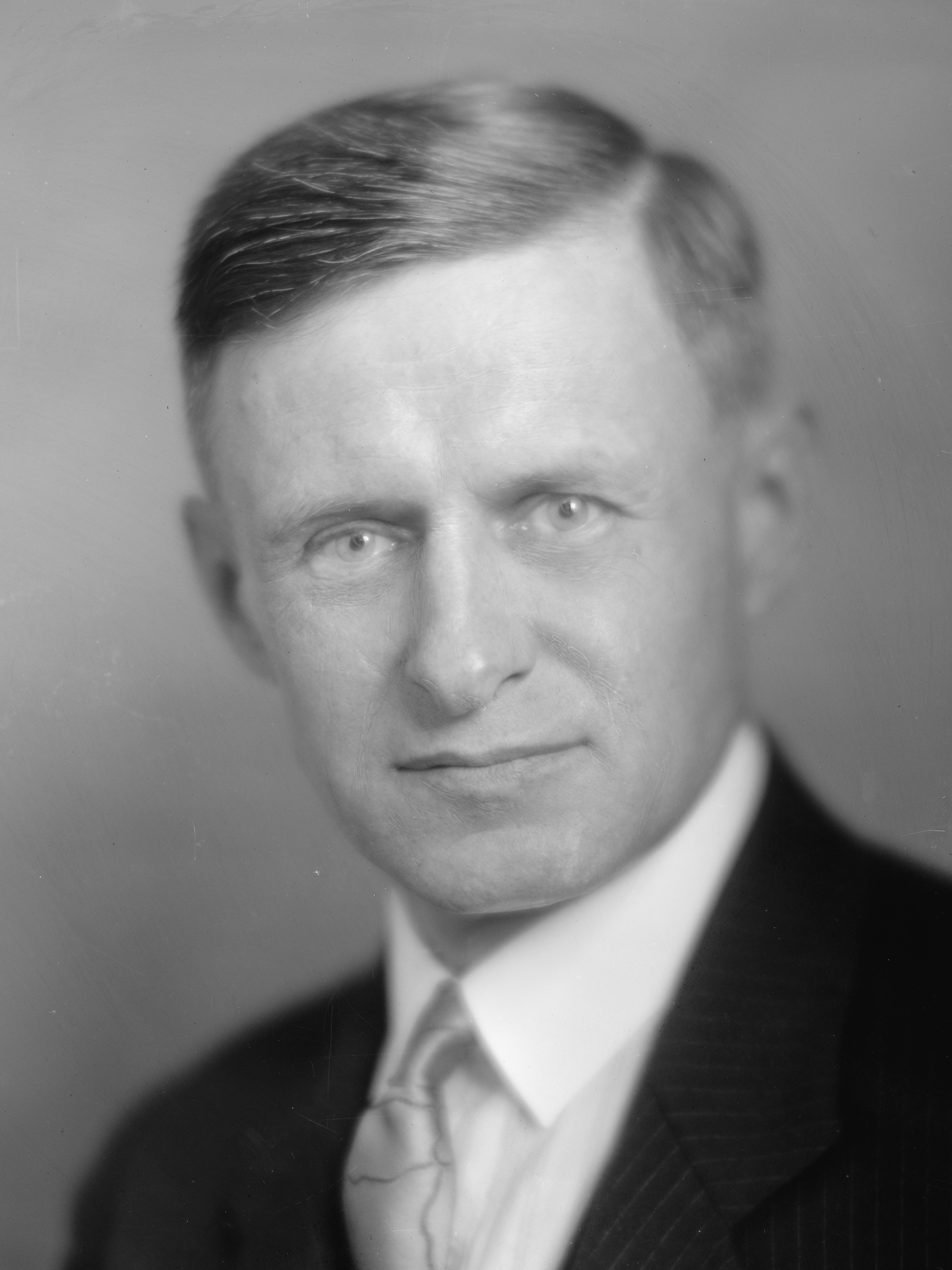
William Frederick Meggers

William Frederick Meggers (* 13. Juli 1888 in Clintonville, Wisconsin; † 19. November 1966) war ein US-amerikanischer Physiker, der sich auf das Gebiet der Spektroskopie spezialisierte.
Er musste während seiner Schulzeit auf der elterlichen Farm mitarbeiten, erhielt aber bald ein Stipendium für das Ripon College. 1910 erwarb er den Grad eines Bachelor in Physik und arbeitete als Forschungsassistent. Nach ein paar Jahren am Carnegie Institute of Technology in Pittsburgh trat er 1914 in das National Bureau of Standards (heute, seit 1988 oder 1989: National Institute of Standards and Technology) ein. Während seiner Arbeit dort erhielt er den Doktortitel der Johns Hopkins University.
Meggers experimentierte ab Mai 1945 mit dem grünen Licht gut definierter Wellenlänge (546,1 nm) der Gasentladung im Dampf des Quecksilber-Isotops 198. Zwar lieferte NBS/NIST 1951 weltweit schon 13 „Meggers lamps“ an wissenschaftliche Institutionen und Industrielabors aus, um den Meter in Zukunft über diese Lichtwellenlänge zu definieren, doch das Projekt wurde nicht vollendet. 1960 setzte sich eine Gasentladungslichtquelle auf Basis von Krypton-86 (605,8 nm, rötlich-orange)  durch, ursprünglich vorgeschlagen von der Physikalisch-Technische Bundesanstalt (PTB) in Deutschland. Krypton war in Europa leichter erhältlich und lieferte eine noch etwas höhere Genauigkeit, dieser neue Meter-Standard wurde weltweit 1960 angenommen.
Seine Arbeiten auf dem Gebiet der chemischen Spektroskopie werden allgemein für ein gestiegenes Interesse an diesem Forschungsgebiet innerhalb der USA verantwortlich gemacht und verschafften ihm die Bezeichnung Dekan der amerikanischen Spektroskopen.
1954 wurde Meggers in die National Academy of Sciences gewählt. Seit 1970 vergibt die Optical Society of America den William F. Meggers Award für herausragende Leistungen auf dem Gebiet der Spektroskopie.
Der Krater Meggers auf dem Erdmond wurde nach ihm benannt.